# Velenje
Velenje [ʋɛˈlɛːnjɛ]ⓘ es la quinta aglomeración urbana de Eslovenia en número de habitantes (37.784) y uno de los once municipios de ese país que tienen el estatus de ciudad. Su historia siempre ha estado vinculada al desarrollo de la minería.

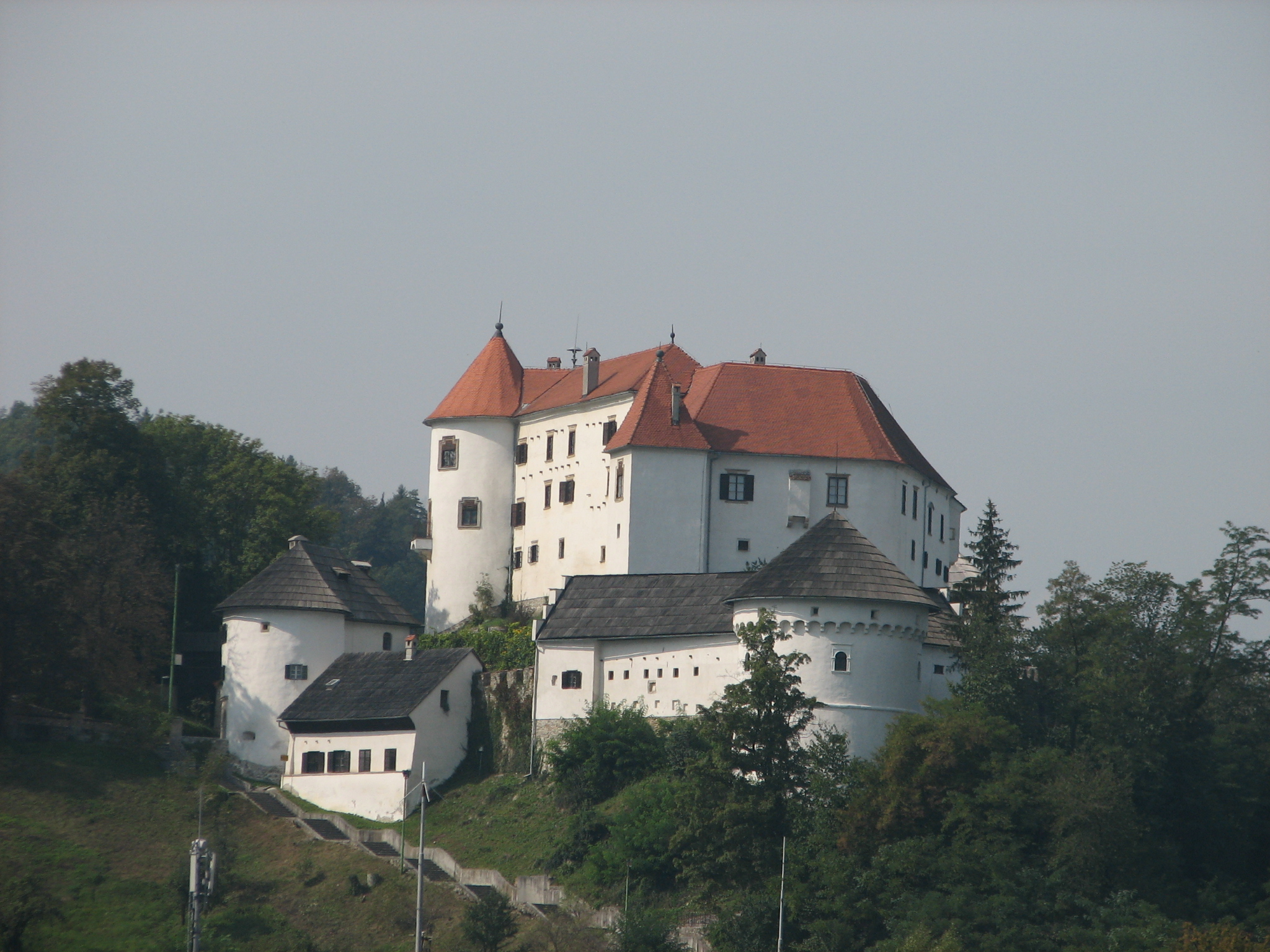
Castillo de Velenje

## Historia
La primera mención escrita del Castillo de Velenje data del año 1275, siendo adquirido por los Señores de Ptuj (alemán "Pettau") en 1322. La familia Wagen lo compró en el siglo XVI, reformándolo y fortificándolo, y finalmente pasó a manos de la familia Coronini.
El Castillo de Velenje alberga hoy día una exposición sobre la industria minera de la ciudad desde el siglo XVIII, además de otra sobre arte africano, compuesto de obras realizadas por los alumnos africanos del escultor y viajero checo František Foit. En este castillo puede admirarse algo insólito: el esqueleto de un mastodonte (especie extinguida de elefante) encontrado en las cercanías de Velenje en 1964. Durante los meses estivales suelen organizarse actos culturales en el patio del castillo. 
En 1767 se descubrió la existencia de carbón y a mediados del siglo XIX empezó a extraerse de forma sistemática. Velenje tenía entonces unos 2000 habitantes. 
Pero Velenje es una ciudad que creció sobre todo tras la Segunda Guerra Mundial, por decisión política de Tito en los años 50, cuando se trazó la estructura urbana de la que actualmente está dotada, un ejemplo paradigmático del "nuevo" urbanismo socialista, reflejado sobre todo en el diseño de su plaza principal. En 1959 recibió el estatus de ciudad. Su simbolismo y el empeño de Tito en modernizar y mimar este lugar le valió la denominación Titovo Velenje durante los tiempos de Yugoslavia.

## Economía
Es conocida por su actividad minera y su central eléctrica. En Velenje tiene su sede social la fábrica de electrodomésticos Gorenje, una dinámica empresa que es además la que más exporta de toda Eslovenia, por lo que es conocida en muchos países europeos, sobre todo en Escandinavia, Francia, Europa Central y Europa del Este.

## Tiempo libre y deportes
En el noroeste de la ciudad existe un gran lago artificial, con restaurantes, bares, discotecas y cámpings, así como actividades náuticas (surf, vela, alquiler de botes) y deportivas (gimnasios, pistas de tenis, etc). Junto al castillo se encuentran dos pistas de saltos de esquí de 90 m, altura que se incrementará próximamente a 120 m, colocándose así entre las más altas de Europa. Al oeste de Velenje, más arriba del valle del Savinja, se encuentra el centro de deporte invernal Golte